# Congrégation de Bursfelde

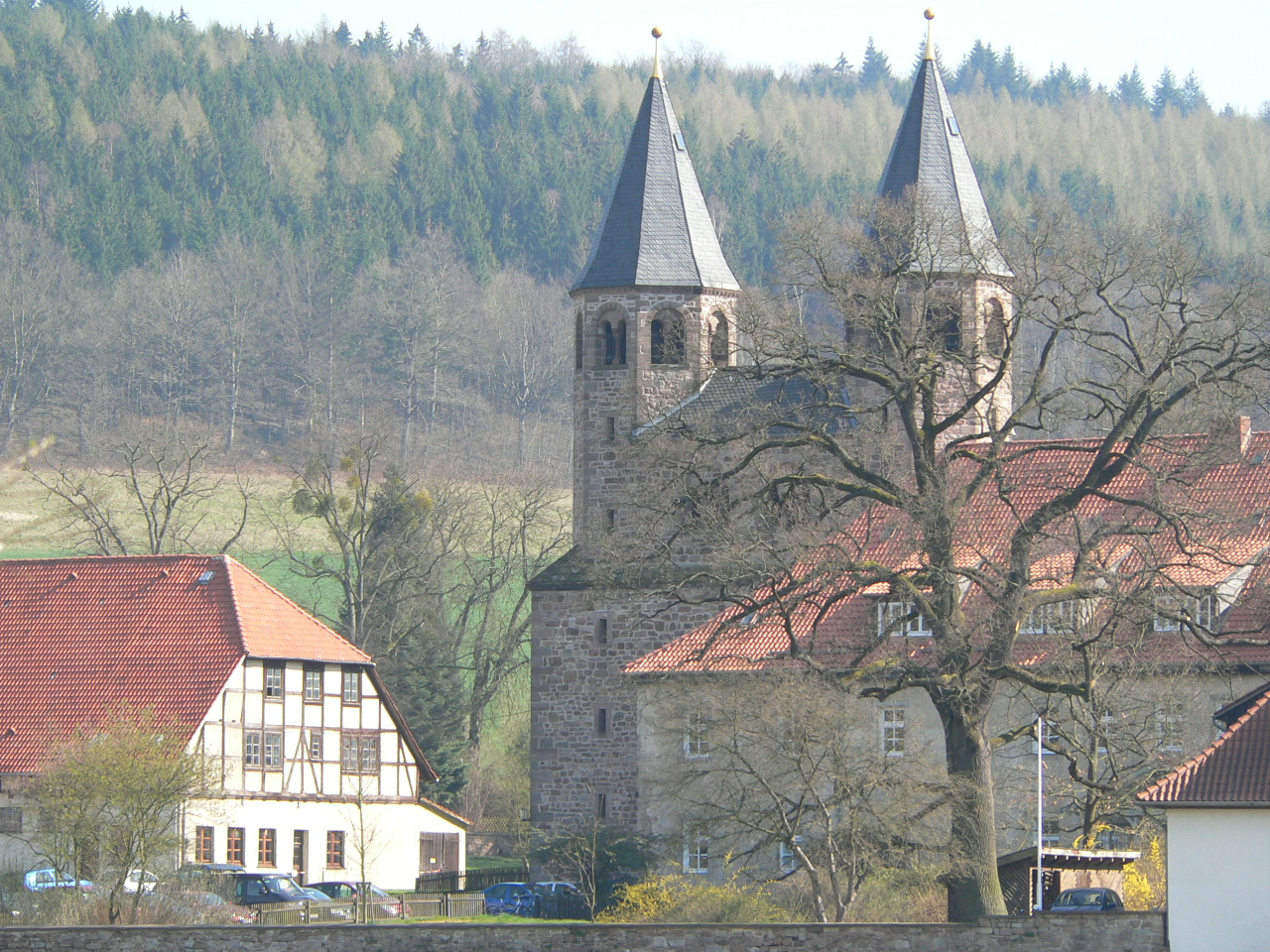
L'ancienne abbaye bénédictine de Bursfelde - abbaye centrale de l’Union de Bursfelde (2007).

La congrégation de Bursfelde (ou encore Union de Bursfelde) est un rassemblement d'abbayes bénédictines d'Allemagne de l'ouest et du centre, des Pays-Bas, de Belgique, du Luxembourg et du Danemark , lors d'une réforme commencée au XVe siècle dans les abbayes de Clus et Bursfelde (de) en Basse-Saxe.

## Précédents
Comme beaucoup d'abbayes bénédictines, celle de Bursfelde connaît une période de décadence morale et matérielle au début du XVe siècle. Les moines mènent une vie de plus en plus mondaine, se partagent les propriétés de l'abbaye, se livrent au commerce, et ont des concubines. L'église abbatiale sert même pendant un temps d'entrepôt pour des marchandises.
Dans ces conditions, le désir de certains clercs d'un retour à la règle de Saint Benoît et à l'idéal de la vie monastique se ressent de plus en plus fortement. En 1430, Johannes Dederoth (de) est nommé abbé de Clus, grâce au duc Othon II de Brunswick, et il commence à mettre en œuvre son projet de réforme. En 1433, il devient abbé de Bursfelde. L'année suivante, il se rend à Trèves, et en revient avec Jean Rode (de), abbé de Saint-Matthias, qui a déjà mené la réforme de son abbaye de Trèves et qui lui fournit les moyens en hommes et en textes pour suivre cet exemple. Dederoth réforme donc ses deux abbayes selon l'exemple de Rode. Les piliers de sa réforme seront l'interdiction de la propriété privée, la participation à la messe solennelle et le rétablissement de la vie en communauté. Il parvient ainsi à redonner à l'abbaye de Bursfelde un nouveau souffle moral et aussi économique. Peu après, l'abbaye de Reinhausen se met aussi aux Consuetudines (de) de Bursfelde.
Dederoth meurt de la peste en 1439. Son successeur comme abbé de Bursfelde sera Jean de Hagen (de) († 1469), sous la direction duquel va se constituer la Congrégation de Bursfelde.

## Objectifs et décrets
La congrégation de Bursfelde, dans la même mouvance que la Devotio moderna, voulait ramener l'Ordre bénédictin à l'observance des origines. L'objectif principal est de rétablir une unité dans la façon de vivre la règle entre les diverses abbayes participants à la congrégation. L'abbé d'un monastère qui s'est affilié à la congrégation s'engage à mettre en vigueur les Consuetudines de Bursfelde dans son abbaye et donc à en pratiquer la liturgie et les usages de la vie commune. Cela signifie que l'abbé abandonne beaucoup de ses droits à la Congrégation et n'exerce plus son autorité de façon autonome sur l'abbaye : par exemple, le chapitre de la Congrégation doit donner son accord pour une vente de biens. En contrepartie, chaque abbaye membre, en cas de difficulté financière ou juridique, peut compter sur le soutien du chapitre de la Congrégation. Un autre avantage de l'appartenance est la possibilité de réduire les prétentions de l'évêque ou du seigneur local, desquelles les abbayes avaient pâti des siècles durant . Une visite annuelle des abbayes membres par un abbé d'un autre abbaye membre est censée garantir le maintien de l'esprit de la Congrégation dans les abbayes : le rapport de cette visite serait ensuite examiné au chapitre général annuel de l'Union, auquel les abbés membres doivent participer. Les décisions de ce chapitre doivent être appliquées strictement par les abbayes membres.

## Développement de la Congrégation
Après le ralliement de l'abbaye de Reinhausen, s'y ajoute en 1444 celle de Huysburg (de). Le 11 mars 1446, le rassemblement est reconnu officiellement au concile de Bâle, à la session de Rome. La même année a lieu la première session du chapitre général à Bursfelde. Le président de l'union serait l'abbé de Bursfelde, avec mandat à vie. Dans les décennies suivantes, de plus en plus d'abbayes se rattachent à la congrégation, qui en compte 12 en 1455, 23 en 1460. Parmi ceux-ci, on compte des abbayes importantes comme Saint-Martin le Grand de Cologne (1455), Sainte-Marie aux Martyrs (1455) de Trèves, l'abbaye de Hirsau (1458), l'abbaye d'Herzebrock (de) (1465), l'abbaye Saint-Maurice de Minden (1464), l'abbaye de Maria Laach (1474) ou encore celle de Corvey (1505). En 1508, l'abbaye de Grafschaft, la dernière des dix abbayes bénédictines de Westphalie, se rallie à la congrégation. En 1459, le pape Pie II confirme la reconnaissance par le concile et lui concède d'autres privilèges. Deux ans plus tard, le pape confie même à la congrégation de Bursfelde la réforme de toutes les abbayes bénédictines allemandes. Bientôt se joignent à l'Union des couvents et des monastères hors d'Allemagne. En 1500, la congrégation compte 79 abbayes membres et le nombre augmente jusqu'à 95 dans les trois décennies suivantes.
La Réforme protestante marque un tournant décisif dans l'histoire de la congrégation : d'abord strictement opposé aux tendances de cette réforme, le chapitre général ne réussit pas à empêcher le passage au protestantisme de plus en plus d'abbayes, parfois il est vrai sous la contrainte. En l'espace de dix ans, entre 1520 et 1530, l'Union perd 34 abbayes. Il y a d'autres défections, entre autres de l'une des abbayes fondatrices – Huysburg – et finalement même de l'abbaye de référence, Bursfelde lui-même, après que son abbé, Johannes Rappe s'est officiellement rallié au protestantisme. Le président de la congrégation ne peut donc plus être l'abbé de Bursfelde. Dans les années 1530 et 1540, la plupart des abbés boudent les réunions du chapitre général, y compris Johannes Rappe, qui revient au chapitre général lors de la recatholicisation de Bursfelde en 1554. Au milieu du XVIe siècle, il reste près de 30 abbayes dans la congrégation, qui cependant souffrent de pénuries de vocations et de finances. L'Union de Bursfelde s'engage alors dans une crise profonde, qu'atteste aussi l'absence de chapitres généraux entre 1583 et 1595. Au début du XVIIe siècle, les abbayes de l'Union connaissent un renouveau, grâce aux privilèges accordés par l'empereur Ferdinand II et à l'édit de Restitution.
L'époque des Lumières et les guerres de la Révolution française sonnent la fin de la Congrégation. En 1785, le chapitre rassemblé dans l'abbaye de Liesborn ne rassemble plus que 5 ou 6 abbés. Le dernier président de la Congrégation, Bernhard Bierbaum (de), abbé de Werden et de Saint-Lutger de Helmstedt, meurt à Helmstedt en 1798, en fuite devant les troupes françaises. Avec le recès d'Empire de 1803, l'Union perd ses dernières abbayes, et la Congrégation cesse d'exister.

## Participants notables
- Abbé Jean de Hagen (de) († 1469), abbaye de Bursfelde (de)
- Abbé Henri de Clèves (de) († 1490), abbaye de Liesborn
- Abbé Jean Fart de Deidesheim (de) († 1491), abbaye de Laach
- Abbé Adam Meyer (de) († 1499), abbaye Saint-Martin de Cologne
- Abbé Johannes Trithemius (1462–1516), abbaye de Sponheim, humaniste
- Abbé Léonard Colchon (1593–1653), abbaye de Seligenstadt, président de la congrégation de Bursfelde à partir de 1642
- P. Adam Adami (1610–1663), participant aux traités de Westphalie à Münster, ensuite évêque auxiliaire de Hildesheim
- Abbé Émeric Quincken (de) (1639–1707), abbaye de Grafschaft
- Olivier Légipont (1698–1758), Wallon devenu bénédictin allemand à Saint-Martin de Cologne, historien et bibliothécaire.

## Source de la traduction
- (de) Cet article est partiellement ou en totalité issu de l’article de Wikipédia en allemand intitulé « Bursfelder Kongregation » (voir la liste des auteurs).